# 비단마모셋속
비단마모셋속(Callithrix)은 비단원숭이과에 속하는 신세계원숭이의 속으로, 마모셋과 타마린을 포함하고 있다. 이 속은 대서양 마모셋을 포함하고 있다. 이전에 미코속과 루스말렌난쟁이마모셋속은 비단마모셋속의 아속으로 취급되기도 하였다. 비단마모셋속과 미코속은 치아형태학과 지리적 분포 상 — 비단마모셋속의 종은 북아메리카의 대서양 해안 근처에 분포하는 반면에 미코속 종은 더 내륙쪽에 분포한다. — 다르다. 비단마모셋속과 루스말렌난쟁이마모셋속은 크기 — 비단마모셋속 종이 현저히 더 크다. — 뿐만 아니라 형태도 다르다. 비단마모셋속은 타마린속의 타마린과도 차이가 있는 데, 비단마모셋속의 앞니는 송곳니만큼 크기가 커서 나무에서 수지를 빼내기 위하여 구멍을 뚫는 데 사용된다.

## 하위 종
비단마모셋속(Callithrix)에 포함되는 종은 다음과 같다:
- 비단마모셋 (Callithrix jacchus)
- 검은술마모셋 (Callithrix penicillata)
- 비트마모셋 (Callithrix kuhlii)
- 흰머리마모셋 (Callithrix geoffroyi)
- 황갈색머리마모셋 (Callithrix flaviceps)
- 흰귀마모셋 (Callithrix aurita)

## 계통 분류
비단원숭이과의 계통 분류는 다음과 같다.
|  | 사자타마린속                                                                                  |
|  |                                                                                               |
|  | \| \| 괼디원숭이속 \| \| \| \| \| \| 마모셋(비단마모셋속, 미코속, 피그미마모셋속) \| \| \| \| |
|  |                                                                                               |
|  | 괼디원숭이속                                                                                  |
|  |                                                                                               |
|  | 마모셋(비단마모셋속, 미코속, 피그미마모셋속)                                                  |
|  |                                                                                               |

|  | 괼디원숭이속                                 |
|  |                                              |
|  | 마모셋(비단마모셋속, 미코속, 피그미마모셋속) |
|  |                                              |

|  | 검은망토타마린속 |
|  |                  |
|  | 타마린속         |
|  |                  |

|  | 사자타마린속                                                                                  |
|  |                                                                                               |
|  | \| \| 괼디원숭이속 \| \| \| \| \| \| 마모셋(비단마모셋속, 미코속, 피그미마모셋속) \| \| \| \| |
|  |                                                                                               |
|  | 괼디원숭이속                                                                                  |
|  |                                                                                               |
|  | 마모셋(비단마모셋속, 미코속, 피그미마모셋속)                                                  |
|  |                                                                                               |

|  | 괼디원숭이속                                 |
|  |                                              |
|  | 마모셋(비단마모셋속, 미코속, 피그미마모셋속) |
|  |                                              |

|  | 검은망토타마린속 |
|  |                  |
|  | 타마린속         |
|  |                  |